# 君といるセカイ
『君といるセカイ』（きみといる-）はテーブルトークRPG(TRPG)『アルシャードガイア』のリプレイ。リプレイの執筆はゲームマスター（GM）でもある藤井忍、イラストはぽぽるちゃが担当している。ファミ通文庫の公式サイトである『FB Online』に2008年3月から同年7月まで連載され、翌2009年11月に書き下ろしの後日談「君といるミライ」と合わせて文庫にまとめられた。
本記事では「君といるミライ」についてもあつかう。なお、本記事では、書名は『』括り、リプレイ作品題は「」括りで表記する。また「第1話」とは「君といるセカイ」、「第2話」とは「君といるミライ」を指す。

## 概要
『ダブルクロス』を中心にリプレイのプレイヤーとして活動してきた藤井忍がGM兼リプレイ著者としてクレジットされ刊行された初の書籍。一方で参加プレイヤーは『アルシャードガイア』の製作スタッフのトップに位置するメンバーで占められており、前書きや後書きでは「新人GMがベテランのプレイヤーに挑む」ということが本作のテーマとして幾度も強調されている。
リプレイの内容としては単純な力押しではクリアできない様々な仕掛けを駆使したものとなっており、特に第1話はPvP（プレイヤーVSプレイヤーの対決）の要素を盛り込んだTRPGとしては珍しい形式となっている。これらにより、ベテランプレイヤー陣を適度に悩ませる程度の難易度を実現している。

## あらすじ
（第一話：君といるセカイ）

聖翔華学園の同じクラスの4人の男子学生はクエスターである。彼らはある夜、不思議な夢を見た。平行世界の少女に自分の故郷を救うために戦ってくれと頼まれる夢だ。ただし、夢の中に現れる少女は4人それぞれ違っていた。次の日、4人の男子のクラスに、夢の中に現れた4人の少女が転校してきた。あの夢は本当のことだったのである。
魔法部顧問の黒田千影によると、少女たちの故郷は滅亡に瀕しており、4つの世界が融合することによってしか助からないのだという。そして、融合によって継続することができる世界はたった一つしかない。その世界を決定するための「公平な条件での勝負」をブルースフィアで行うこととなり、その公平性とは4人の世界とは直接関係ないクエスターたちを代闘士として戦わせるというものであった。4人の男子たちは代闘士に選ばれたというのだ。そして、勝利を導いた男子には報酬として願いを一つだけ叶えてくれるという。
勝負の方法として提案されたのは文化祭の出典勝負。4人はそれぞれのパートナーの少女たちを救うべく勝負に挑む。しかし、この勝負には奈落の使徒の陰謀が隠されていた。

（第二話：君といるミライ）
前回の事件から数ヵ月後。クリスマスイブの前夜にたまたま生徒会室に集っていた4人の男子の前に、一人の幼女が現れた。彼女は4人の男子をまとめて「パパ」と呼び、「ママを助けて」と頼む。この少女の不可解な言動にあせる4人の男子であったが、どうも4人の少女たちの世界でまた何かが起こったのは確からしい。4人の男子たちは4人の少女たちの世界を巡る冒険へと旅立つこととなる。

## 登場人物・用語

### プレイヤーキャラクター（PC）
プレイヤーによって操作するキャラクター。名前の横にカッコで記述されているのは読み仮名で、PLと書かれているのはプレイヤー名である。キャラクタークラスについてスラッシュで複数書かれている場合はマルチクラスによりクラスを複数有していることを表す。キャラクタークラスの横の数値はレベル。キャラクターの総合レベルは7。第1話と第2話でデータの成長や変更はない。
岩戸 転 (いわと・てん、PL - 鈴吹太郎)
キャラクタークラス : ホワイトメイジ (Lv.1) / アーティスト (Lv.1) / リターナー (Lv.5)
シャードの加護 :《イドゥン》《ミューズ》《フレイ》
解説 :未来の可能性世界の一つから現代へやってきた時間遡行者。新橋浅葱に対応している希望存在である。
彼がやってきた未来はあらゆる娯楽が禁止されたディストピアであり、その世界を解放することが彼の歴史改変の目的だが、記憶封印（マインドロック）がかけられており、何をどうすれば歴史改変ができるのかは本人も「その時」が来るまでわからない状況である。
自由な音楽が許されている現代世界を堪能しており、ロックミュージシャンとして活動してプロデビューまでしている。性格はかなり軽く、ナンパ師。ヴィジュアル系を意識しているのか、長髪を派手に染めている。ロックスターとして成功しているため巨額の資産は有しており、豪邸に住んでいる。
戦闘では他者の支援・回復行動以外がほぼできないが、それを逆手にとって「自分を味方にした方が得である」と対戦相手に思わせることでPvPを乗り切る作戦をとった。
第2話の終盤で、マインドロックの解除によって自分の故郷の未来世界はブルースフィアの未来ではなく浅葱の故郷世界の未来であることを思い出し、彼女を救うために戦った今回の出来事こそが特異点の一つであったことを知る。故郷にあるほかの特異点の解消のため、最終的には浅葱とともにブルースフィアを旅立った。
塞翁寺 蘭 (さいおうじ・らん、PL - 井上純弌)
キャラクタークラス : ファイター (Lv.1) / ルーンナイト (Lv.2) / サイキック (Lv.4)
シャードの加護 :《トール》《フレイ》《ニョルド》
解説 :地球防衛組織アイギスから脱走してきた逃亡者。刈安山吹に対応している希望存在である。
線が細いかなりの美形だがオカマであり女言葉で話す。美しいものに目がないが、自分と会わない美的センスのものは我慢できないという狭量な側面もある。なお、彼がアイギスから脱走したのも美的感覚の差異によるものであってシリアスな理由からではない。ルーンナイトの武具の一つであるシュートルーンという銃器を武器にしており、射撃攻撃が得意。
かなりおちゃらけて楽観的なふるまいが多いが、その反面、超能力者（サイキック）でなおかつクエスターであるという「普通でない」自分自身の境遇を憎悪しており、戦いや自分の居場所など様々なものから逃げ回ってきたという過去を持つ。それゆえ特定の環境に長くいついたことがない根無し草であるため、現在は岩戸の屋敷の居候になって生活している。
夷神 瞬 (いがみ・しゅん、PL - 菊池たけし)
キャラクタークラス : ブラックマジシャン (Lv.1) / アルケミスト (Lv.4) / サモナー (Lv.2)
シャードの加護 :《オーディン》《ヘル》《ブラギ》
解説 :聖翔華学園の生徒会長。常盤若葉に対応している希望存在である。
眼鏡をかけた理知的な青年だが、権力志向の持ち主であり、いつもやたら偉そうにしている。一般生徒を見下す発言が多いため人望がない。基本的にクールに振舞おうとしているが性格の浮き涼みが激しく、落ち込んだり逆上したりすることも多い二枚目半。なお、生徒会選挙のさいにサモナーとして召喚した悪魔と契約し、不正をすることで当選したという黒い過去がある。
ただし、責任感についてはかなり高い部分があり、自分がやらなければならない使命については命を賭してでも為そうという覚悟をもっている。
リョージ・R・クエスター (PL - 遠藤卓司)
キャラクタークラス : スカウト (Lv.1) / ガンスリンガー (Lv.4) / ソードマスター (Lv.2)
シャードの加護 :《ヘイムダル》《フレイヤ》《タケミカヅチ》
解説 :先祖代々クエスターであるといわれるクエスター家の人間で現在の当主。浅緋銀朱に対応している希望存在である。
冒険心と好奇心にあふれた熱血キャラであり、クエスターとしての冒険には一切の拒否感なく、むしろ憧れている少年。しかし、昔は病弱で、性格ももっとグレていたらしい。また、普段は近くの教会で牧師をしているという意外な側面もある。
クエスター家は様々な血筋が混ざり合った家系という設定のため、リョージは銀の髪に赤の瞳という独特の風貌を持つ。ミドルネームのRは「ローランド」の略。リプレイ中にただ一回、「自分の名前において懸ける」というシーンで正確なフルネームを発言している。

### ノンプレイヤーキャラクター（NPC）
ゲームマスターが操作するキャラクター。
象徴存在
自分の世界を救ってもらうため、PCたちに「競技」に参加する代闘士としてスカウトしにきた4人の少女たち。彼女たちは「その世界を象徴する存在」であるため、恋愛ゲームのヒロインのように記号つけされた性格は「その世界のあり方を最も端的に表したもの」でもある。
新橋 浅葱 (しんばし・あさぎ)
岩戸転を自らの代闘士に選んだ少女。凛とした立ち姿に生真面目な性格という優等生女子。出身世界はあらゆる娯楽が禁止されたディストピアであり、その影響で彼女は感情は喜怒哀楽が薄めのクールな性格になってしまった。さらに、岩戸が愛する音楽というものについて理解できておらず、岩戸と出あったばかりの頃は、彼の軽い性格もあって、ロックを愛するこのナンパ少年を半ば見下していた。髪型はセミロングで左側のみシニヨンにしている。
刈安 山吹 (かりやす・やまぶき)
塞翁寺蘭を自らの代闘士に選んだ少女。天真爛漫で子供っぽい性格だが、口調は独特で、一人称は「わらわ」で、語尾に「なのじゃ」をつける。出身世界ではマナの枯渇の影響で子供が生まれなくなったため「世界最後の子供」として大人たちから様々な特別視をされており、それが彼女の人格形成に大きな影響を与えている。髪型はいわゆるツーテールで砂糖菓子を模した髪飾りをつけている。
常盤 若葉 (ときわ・わかば)
夷神瞬を自らの代闘士に選んだ少女。メガネっ娘かつドジっ娘で一人称は「ボク」。プレイヤーたちの感想からは「GMが最も本領を発揮しているキャラ」。出身世界ではマナの枯渇の影響で世界そのもの運気が悪くなっており、人類全てが運が悪く行動に失敗しやすく、誰もが自分の言動に自身がもてなくなってきている。夷神のパートナーということで彼からは生徒会副会長を任じられた。髪型はボブに近いショート。
浅緋 銀朱 (あさひ・ぎんしゅ)
リョージ・L・クエスターを自らの代闘士に選んだ少女。勝ち気で活発な性格で、典型的なツンデレ属性の持ち主。なお、彼女がツンな性格になっているのは、出身世界のマナの枯渇の影響で人類全体が他者に興味をもてなくなっているというシリアスな理由がある。髪型はポニーテール。
黒田 千影 (くろだ・ちかげ)
聖翔華学園の教師。学園に通っている学生クエスターたちを一般からは秘密裏に育成・指導する「魔法部」の顧問である魔術師。おっとりとした口調の眼鏡の女性で、4人の少女の世界を融合するための「競技」の進行役であるが、その実態は「競技」を利用して自らの目的を果たそうとしている陰謀家でもある。
高坂 橙子 (たかさか・とうこ）
クエスター支援組織「フォーチュンサービス」社長で占い師。高精度の占いにより今回の「競技」の形をとった儀式というものを提案したが、その「競技」のルールと目的を自己の目的に沿うように改ざんしたのが千影であった。
その正体は悠久の時を生きる神人「アルフ」であり、フォーチュンサービスの上部機関である対奈落組織「エクスカリバー」の指導者の一員でもある。「高坂橙子」はブルースフィアにおける偽名で、本名は「"橙の"ティファナ」。本リプレイの事件を最後にティファナはブルースフィアを去り、本拠地であるミッドガルドに戻っている（「天使がくれた世界滅亡」）。
希 (のぞみ)
第2話に登場する小さな女の子。まだ言葉足らずの幼女で未来世界からやってきたリターナー（時間遡行者）。4人のPCたちの「誰か」の娘である。
未来世界でから現在に干渉してきた「敵」が、4つの世界の4人の少女を狙っているので守ってくれるようにPCたちに頼む。彼女自体が次元転移能力の持ち主であり、第2話ではPCたちは4つの世界を順番に回り、4人の少女たちを救出に向かうこととなる。
本来は「希望の力」を宿す強力な超人なのだが、現在は記憶と知識をマインドロックによって封印している。
ミトラス
第2話で未来世界からやってきた「敵」の正体。正確には、ミトラス神のシャードの一つが奈落に侵されて、生前の神の肉体を模して実体化した姿である。滅びこそが救いであるという信念に伴い、様々な世界を滅ぼしてきた強力な存在だが、ここに登場するのはあくまでその分身である。本体は未来世界にいて、「希望の力」を宿す希と50億年を超えて熾烈な戦いを行っている。ミトラスは希の誕生を阻止し、その源泉である「希望の力」を取り込むため、分身を過去に送り込み、「希望の力」を宿している4人の少女を襲った。
第2話はこの神の名を探るのがシナリオの中核になっており、攻めて来た敵軍勢の特徴や言動から、キャラクターではなくプレイヤーの知識を使って推理するという若干難易度の高い構造となっている。

### 用語
聖翔華学園（せいしょうかがくえん）
日本のどこかにある高校で、本作の舞台。特筆すべきこともない普通の学園だが、制服のデザインはかなり華美である。
ルートワールド
ユグドラシル宇宙観においては次元宇宙の構造を世界樹に例えており、『アルシャードガイアRPG』の舞台であるブルースフィアや『アルシャードガイアff』の舞台であるミッドガルドといった個別の世界は、大樹に生えた「枝」のようなものとされている。異世界へ渡るというのは、この枝から枝へ旅をするようなものである。
リーフワールド
ルートワールドとは「別の可能性」をたどった平行世界のことをリーフワールドと呼ぶ。これは木の枝にさらに小さな枝葉が茂るように、世界が次々と枝分かれしていくというイメージから来た言葉である。ルートワールドからリーフワールドが生まれ、そのリーフワールドからさらに別のリーフワールドが生まれていくという生成が無限に繰り返され、ユグドラシル宇宙は成り立っている。
本作は、ブルースフィアに由来するリーフワールドがなんらかの原因で別の4つの世界に分裂してしまったことから、4つの世界それぞれのマナが希薄になってしまい存続の危機に陥っているという状況から始まっている。その4つの世界とは本作の4人のヒロインそれぞれの出身世界である。4つの世界を救うにはどこか1つの世界が核となり他の3世界を吸収統合し、世界を再度安定させるしかないとされ、そのときに核となった1つの世界が新世界のあり方を大きく決定できる。他の世界の要素も新世界には引き継がれるが、要素としては核となった世界よりは薄くなる。
象徴存在
4つの世界のあり方をもっとも表現しているとされる4人の少女たちのこと。すなわち、新橋浅葱、刈安山吹、常盤若葉、浅緋銀朱の4人である。彼女らはそれゆえに、世界を安定させる「競技」の参加者になることとなった。なお、彼女らはクエスターではなく、戦闘能力などは人並みである。
世界が再統合された場合、4人の人格も一つに統合されると言われている。しかし、勝利者となった者は新しい人格の中でももっとも強い影響を持てる。
アルシャードトライデントでは、象徴存在とは各世界の本質を記録したイデアのことだとされている。
希望存在
4人の「象徴存在」ともっと相性がいいといわれている4人のクエスター達のこと。つまりPCたちのことである。4人の象徴存在である少女たちは能力的には一般人のため、「競技」は4人の希望存在が少女たちの代闘士として競い合うことになる。
競技
4つの世界の再統合において、どの世界を核にするかを選ぶための儀式のこと。4人の象徴存在と4人の希望存在をペアで組ませ、4チームを競い合わせるというものである。審判役は魔術師連盟に属する魔術師の黒田千影。競技の内容は何でもいいのだが、平和的な方法として文化祭の出し物勝負の形で儀式が組まれた。とはいえ、相手を闇討ちして競争相手を行動不能にする（生死問わず）という暴力的な勝負のつけ方もルールとしては認められている。
敗北が決定しペアはその存在が序々に消えてしまい、最終的にはマナに還元されてしまう。そして、最後に残った1チームが全てのマナを使って新世界を創造するのである。さらに、「競技」が開始されてからは期間内（この場合は文化祭終了まで）に優勝者を決めない限りは全員が不戦敗になる。象徴存在だけでなく希望存在まで巻き込まれて消滅することは「競技」が開始するまではPCたちには説明されていなかった事実で、さらにこれらは黒田千影が連盟を欺いて魔術儀式に組み込んだ「新ルール」であり、その目的は、4つの世界のマナと4人のシャードのマナを根こそぎ奪うことであった。
なお、「世界を分解し、再統合させる」というこの儀式の目的さえも、他の世界をマナに変える大儀式を魔術師連盟の力で準備させるために黒田千影がでっちあげたものである。実際は「競技」を通じて4つの個々の世界を統合せずに安定させる儀式が別に存在しており、千影はそれを自己流にアレンジして現在の形にしてしまったのである。
魔術師連盟
世界のマナの管理者を標榜する巨大な秘密結社で、世界中の神秘に関する事柄を必要以上に一般人に知られないようにしている。4つの世界と協力して今回の「儀式」の形式をまとめあげた。
保守的かつ強硬な組織として知られており、自分たちが黒田千影によって利用されていたのを知った後、世界を脅かす危機の芽を生み出さないため、PCたちと4つのリーフワールドを切り捨てることを決定した。
魔法部
魔術師連盟は日本各地の「普通の学校」に裏から干渉し、魔法部、魔法クラブなどといった部活やサークルを作っている。これは表向きは趣味で占いやオカルトを研究する部活を装っており、一般の学生・教員・学園経営側もそれ以上の何者でもないと思っているが、その実態は「普通の学校」に通っている若い魔術師見習いたちに魔術の初歩を教育するための場所である。
なお、魔法部は狭義の魔術だけでなく、魔剣の使い方、超能力の制御方法、奈落の怪物の倒し方などの「世界の神秘に関わる知識」全般を教育しているため、魔術などには興味がないが突発的にクエスターに選ばれた者たちが属することも多い。
希望の力
「競技」の勝利者であるPCに与えられる報酬。統合の際に消費される4つの世界のマナの一部を回すことで、1つだけ願いを叶えてくれるというもの。ルール上は加護《ガイア》と同等のものとして扱われる。PCたちが参加した「競技」は黒田千影によって歪められたものであったが、この報酬が存在することについては嘘はなかった。
第1話では最終的に世界の統合はされず、一度分解しかかったマナは再び四世界へと戻ったのだが、このときに一度「希望の力」として姿を変えていたマナもまた四世界へ戻っていった。しかしそれは世界に直接還元したのではなく、世界の象徴存在である4人の少女の中に入り込んでしまい、後の未来に4人の少女の誰かと4人のPCの誰かとが結ばれ子供が産まれたとき、その子供は「希望の力」を宿す超人として生まれることとなった。